# ريكاردو أبيل باربوسا فيريرا
ريكاردو أبيل باربوسا فيريرا (بالبرتغالية: Ricardo Abel Barbosa Ferreira) (3 ديسمبر 1989 في البرتغال - ) هو لاعب كرة قدم برتغالي في مركز حراسة المرمى. شارك مع منتخب البرتغال تحت 21 سنة لكرة القدم. أما مع النوادي، فقد لعب مع سبورتينغ براغا ونادي أولهانينسي ونادي ماريتيمو وC.S. Marítimo B ‏ ونادي بورتيمونينسي.

## وصلات خارجية
- ريكاردو أبيل باربوسا فيريرا على موقع قاعدة بيانات كرة القدم.إي يو (الإنجليزية)
- ريكاردو أبيل باربوسا فيريرا على موقع Soccerway.com (الإنجليزية)
- ريكاردو أبيل باربوسا فيريرا على موقع AS.com (الإسبانية)